# Iulian Chifu
Iulian Chifu (n. 28 iulie 1968, Iași, România) este un analist de politică externă român, fost consilier prezidențial, director al Centrului pentru Prevenirea Conflictelor și Early Warning.

## Lucrări publicate
- Reconstrucție postconflict, Editura RAO, 2015 [4]
- Gândire Strategică, Editura Editura Institutului de Științe Politice și Relații Internaționale, 2013 [5][6]